# Warin II.
Warin II. (auch Werner genannt) († 1079) war von 1071 bis 1079 Abt von Corvey. 

## Leben
Im Auftrag von Heinrich IV. fand in Corvey 1073 unter Leitung der Erzbischöfe von Köln und Mainz eine große Zusammenkunft von hohen Adeligen insbesondere aus Sachsen statt. Im selben Jahr wurde Gregor VII. zum Papst gewählt und es begann der Kampf der Sachsen gegen Heinrich IV. Ein Jahr später wurden die ersten noch vergeblichen Friedensverhandlungen noch in Corvey abgehalten. Im Streit zwischen König und Papst stand Warin II. auf Seiten des Papstes. Zu seiner Zeit verfasste ein Mönch mit Namen Bernhard eine Schrift, in der er den späteren Kaiser als Schismatiker darstellte. Unter Warin setzte sich der Konflikt mit dem Bistum Osnabrück über bestimmte Zehnten fort. Der Abt hat das Wachstum der Stadt Höxter gefördert. Als frommer Mann ließ er 1078 auf dem Heiligenberg eine Kirche zu Ehren des heiligen Michael erbauen. Mit Einverständnis des Klosterkapitels schenkte er ihr zum Unterhalt verschiedene Besitzungen.